# Sang Xue
Sang Xue (kinesiska: 桑雪, Sāng Xuě), född den 17 februari 1984 i Tianjin, är en kinesisk simhoppare.
Hon tog OS-guld i synkroniserade högahopp i samband med de olympiska simhoppstävlingarna 2000 i Sydney.